# Zodiakalljus

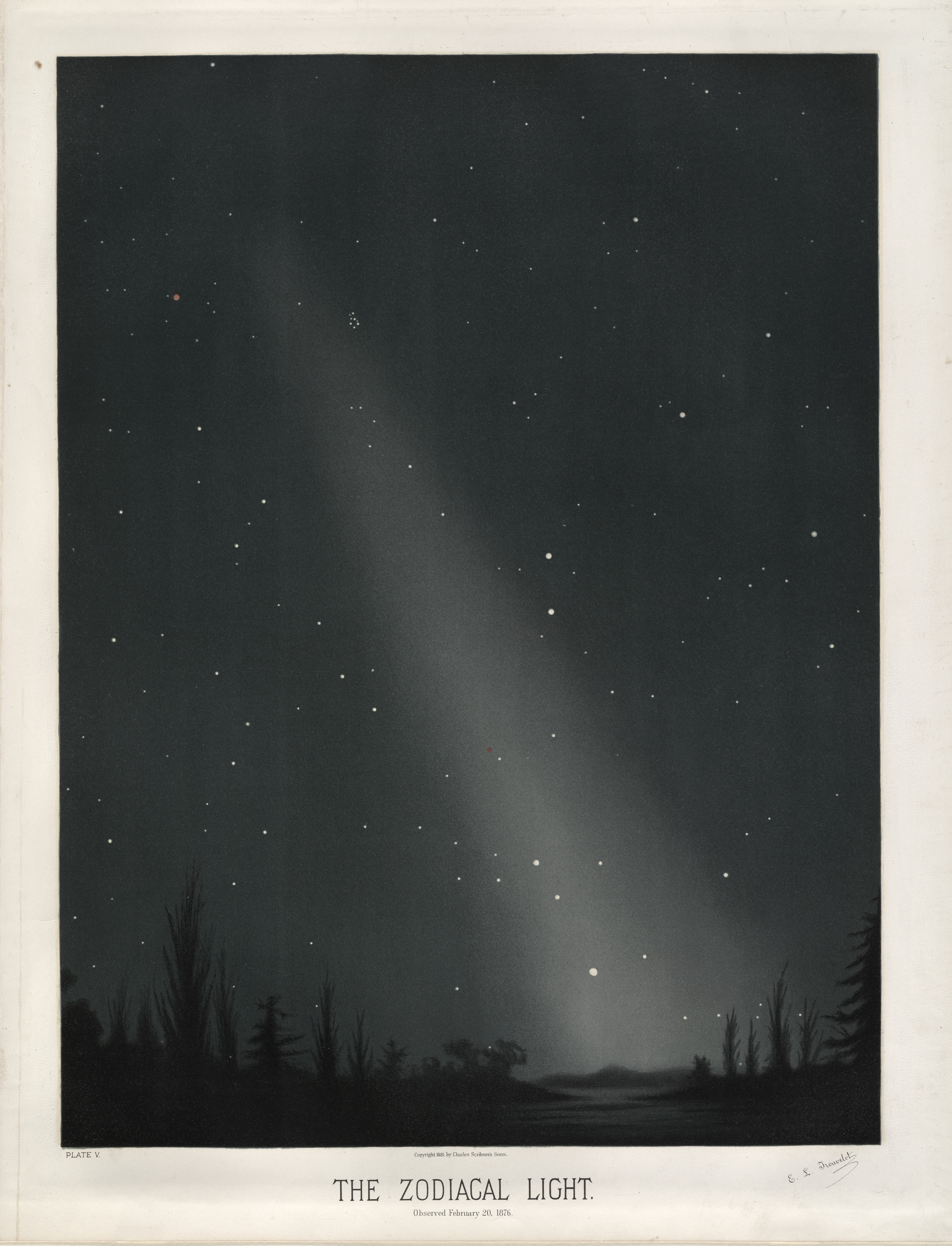
Zodiakljuset.

Zodiakalljuset är ett ljussvagt, ungefär trekantigt vitt sken som verkar sträcka sig från närheten av solens längs med ekliptikan (zodiaken). 
På jordens nordliga breddgrader går det bäst att observera zodiakalljuset på den västra natthimmeln på våren efter skymningen, eller på östra natthimmeln på hösten precis före gryningen. Vid ekvatorn är det relativt lätt att observera ljuset året runt. Det är så ljussvagt att det inte syns vid månljus eller ljusförorening. Zodiakalljuset syns allt svagare ju längre bort från solen man tittar, men riktigt mörka nätter har det observerats i ett band runt hela ekliptikan. Faktiskt kommer zodiakalljuset från alla delar av natthimlen även om det är starkast just runt ekliptikan. Det bidrar med 60 % av ljuset från himlen en månfri natt. Det finns även en väldig ljussvag men märkbar ljusglöd i direkt motsatt riktning från solen, känt som gegenschein.
Zodiakalljuset undersöktes och förklarades av astronomen Cassini omkring 1690. Det orsakas av solljus som reflekteras från stoftpartiklar i solsystemet och har därför samma spektrum som solen. Stoftet ligger i en lins-format område i rymden med solen i mitten, och sträcker sig lång bortom jordens omloppsbana. Eftersom huvuddelen av stoftet ligger nära solsystemets plan, syns zodiakalljuset längs med ekliptikan.
Den mängd material som krävs för att orsaka zodiakalljuset är förvånansvärt liten. Om materialet bestod av 1 mm stora partiklar med samma albedo som månen (som är ganska mörk), skulle varje partikel befinna sig på det glesa avståndet 8 kilometer från sina närmsta grannar. Gegenschein kan orsakas av att partiklarna direkt motsatta solen är i full fas och därför återspeglar maximalt solljus.
Den del av solljuset som stoftpartiklarna inte reflekterar utan absorberar återstrålas som infraröd strålning i alla riktningar. Absorptionen av fotoner med enbart radiell rörelsemängd ökar partiklarnas massa utan att deras tangentiell rörelsemängd ökar. Det medför att partiklarna långsamt rör sig i en spiralformad bana mot solen, (Poynting-Robertsoneffekten). Det innebär att det måste finnas en källa som fyller på mer stoft. Kometstoft och grus som skapats av kollisioner mellan asteroider tros vara denna källa.